# Велибор Васович
Велибор Васович (сербохорв. Velibor Vasović; 3 жовтня 1939, Пожареваць — 4 березня 2002, Белград) — югославський футболіст, що грав на позиції захисника. По завершенні ігрової кар'єри — тренер.
Виступав, зокрема, за клуби «Партизан» та «Аякс», а також національну збірну Югославії.
П'ятиразовий чемпіон Югославії. Володар Кубка Югославії. Триразовий чемпіон Нідерландів. Триразовий володар Кубка Нідерландів. Володар Кубка чемпіонів УЄФА. Чемпіон Югославії (як тренер).

## Клубна кар'єра
У дорослому футболі дебютував 1958 року виступами за команду клубу «Партизан», в якій провів п'ять сезонів, взявши участь у 88 матчах чемпіонату. За цей час тричі виборював титул чемпіона Югославії.
Згодом з 1963 по 1966 рік грав у складі команд клубів «Црвена Звезда» та «Партизан». Протягом цих років додав до переліку своїх трофеїв ще один титул чемпіона Югославії, знову ставав чемпіоном Югославії.
1966 року перейшов до клубу «Аякс», за який відіграв 5 сезонів. Більшість часу, проведеного у складі «Аякса», був основним гравцем захисту команди. За цей час додав до переліку своїх трофеїв три титули чемпіона Нідерландів, ставав володарем Кубка чемпіонів УЄФА. Завершив професійну кар'єру футболіста виступами за команду «Аякс» у 1971 році.

## Виступи за збірну
1961 року дебютував в офіційних матчах у складі національної збірної Югославії. Протягом кар'єри у національній команді, яка тривала 6 років, провів у формі головної команди країни 32 матчі, забивши 2 голи.

## Кар'єра тренера
Розпочав тренерську кар'єру відразу ж по завершенні кар'єри гравця, 1971 року, очоливши тренерський штаб клубу «Партизан».
1976 року став головним тренером команди «Парі Сен-Жермен», тренував паризьку команду один рік. Згодом протягом 1978–1979 років знову очолював тренерський штаб клубу «Парі Сен-Жермен».
1986 року прийняв пропозицію попрацювати у клубі «Црвена Звезда». Залишив белградську команду в 1988 році.
Протягом тренерської кар'єри також очолював команди клубів «Пролетер», «Анже», «Замалек» та «Етнікос Астерас».
Останнім місцем тренерської роботи був клуб «Беллінцона», головним тренером команди якого Велибор Васович був протягом 1989 року.
Помер 4 березня 2002 року на 63-му році життя у місті Белграді.

## Титули і досягнення

### Як гравця
- Чемпіон Югославії (5):

«Партизан»: 1960-61, 1961-62, 1962-63, 1964-65
«Црвена Звезда»: 1963-64
- Володар Кубка Югославії (1):

«Црвена Звезда»: 1963-64
- Чемпіон Нідерландів (3):

«Аякс»: 1966–67, 1967–68, 1969–70
- Володар Кубка Нідерландів (3):

«Аякс»: 1966–67, 1969-70, 1970-71
- Володар Кубка чемпіонів УЄФА (1):

«Аякс»: 1970-71

### Як тренера
- Чемпіон Югославії (1):

«Црвена Звезда»: 1987-88